# Jeffrey Katzenberg
Jeffrey Katzenberg (Nova Iorque, 21 de dezembro de 1950) é um produtor de filmes americano, e diretor executivo da DreamWorks Animation. Ele é talvez mais conhecido por seu período como presidente da The Walt Disney Studios quando a Disney produziu alguns de seus maiores sucessos, incluindo Good Morning, Vietnam, Dead Poets Society, The Little Mermaid, Pretty Woman, Beauty and the Beast , Aladdin, Sister Act e The Lion King. Como fundador e CEO da DreamWorks Animation, ele supervisionou a produção de tais franquias de animação como Shrek, Madagascar, Kung Fu Panda e How to Train Your Dragon. Sua fortuna é equivalente a US$ 860 milhões de dólares.
Katzenberg foi um dos protagonistas (se não o maior) na negociação da compra da Pixar tendo participado diretamente das muitas reuniões com Steve Jobs até então CEO da empresa de animação. Katzenberg foi adjetivado por Lasseter como "Mestre" na autobiografia de Jobs.
Katzenberg tambem foi importante para a definição da história de Toy Story dando muitos conselhos para que a trama tivesse um enredo não somente para as crianças, e uma das suas frases foi: "No inicio não havia drama, história real ou conflito".